# James (lokomotiva)
James je fiktivní antropomorfní červená lokomotiva z pohádkových knih The Railway Series od reverenda W. Awdryho a navazujícího seriálu Lokomotiva Tomáš.

## Charakteristika
Je lokomotivou pro smíšený provoz na fiktivním ostrově Sodor. James má velmi velké ego, což často způsobuje potíže na železnici. Je hrdý převážně na svůj červený nátěr. Tahá jak osobní, tak nákladní vlaky. Většinou pracuje na hlavní trati.